# 新疆生产建设兵团第十二师五一农场
新疆生产建设兵团第十二师五一农场是中华人民共和国新疆生产建设兵团第十二师下辖的一个农场。

## 行政区划
新疆生产建设兵团第十二师五一农场下辖以下单位：
场部、一连、二连、三连、四连、五连、六连、七连、八连、九连、十连、十一连、酒花一连、酒花二连、酒花三连和牛场。